# Kabuto

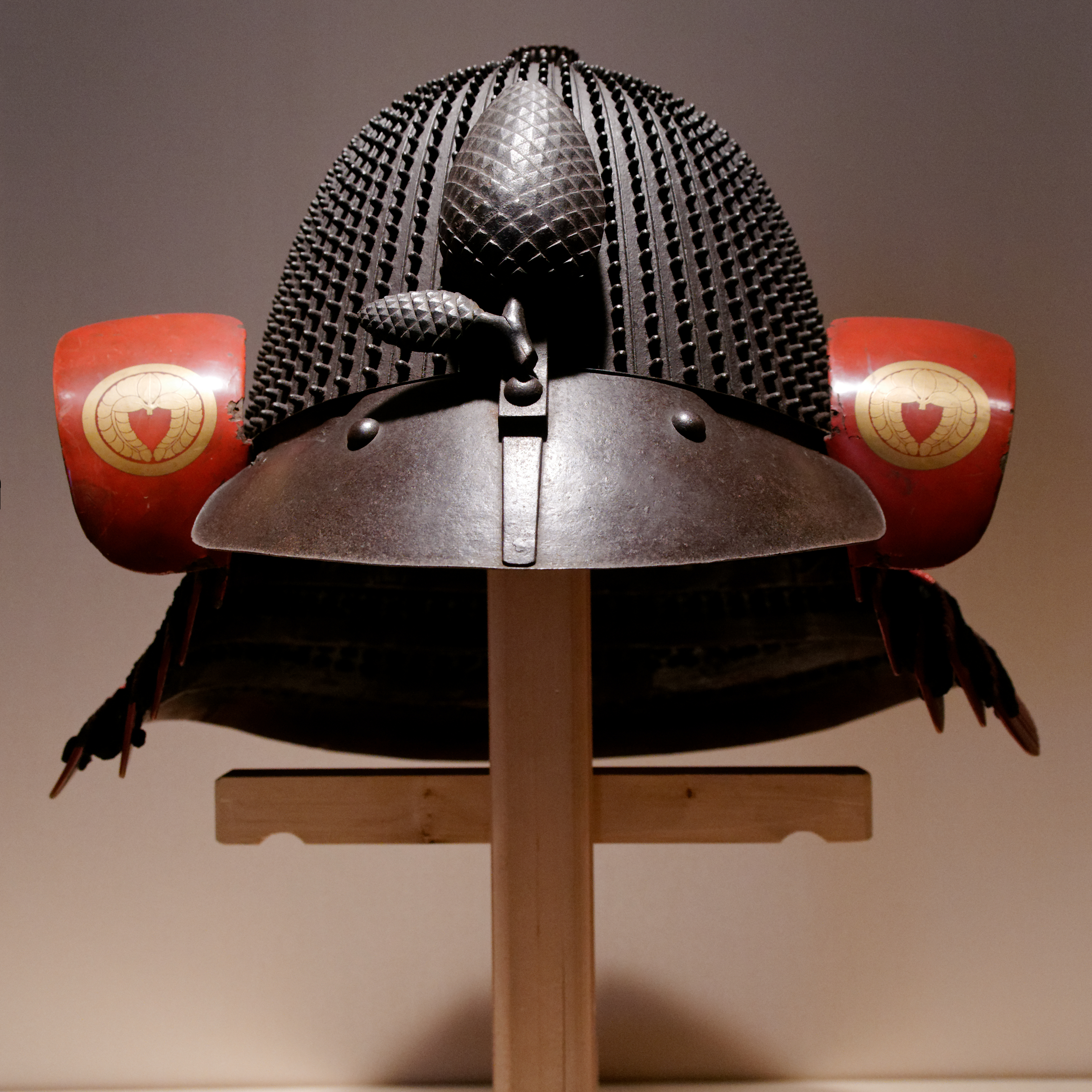
Kabuto

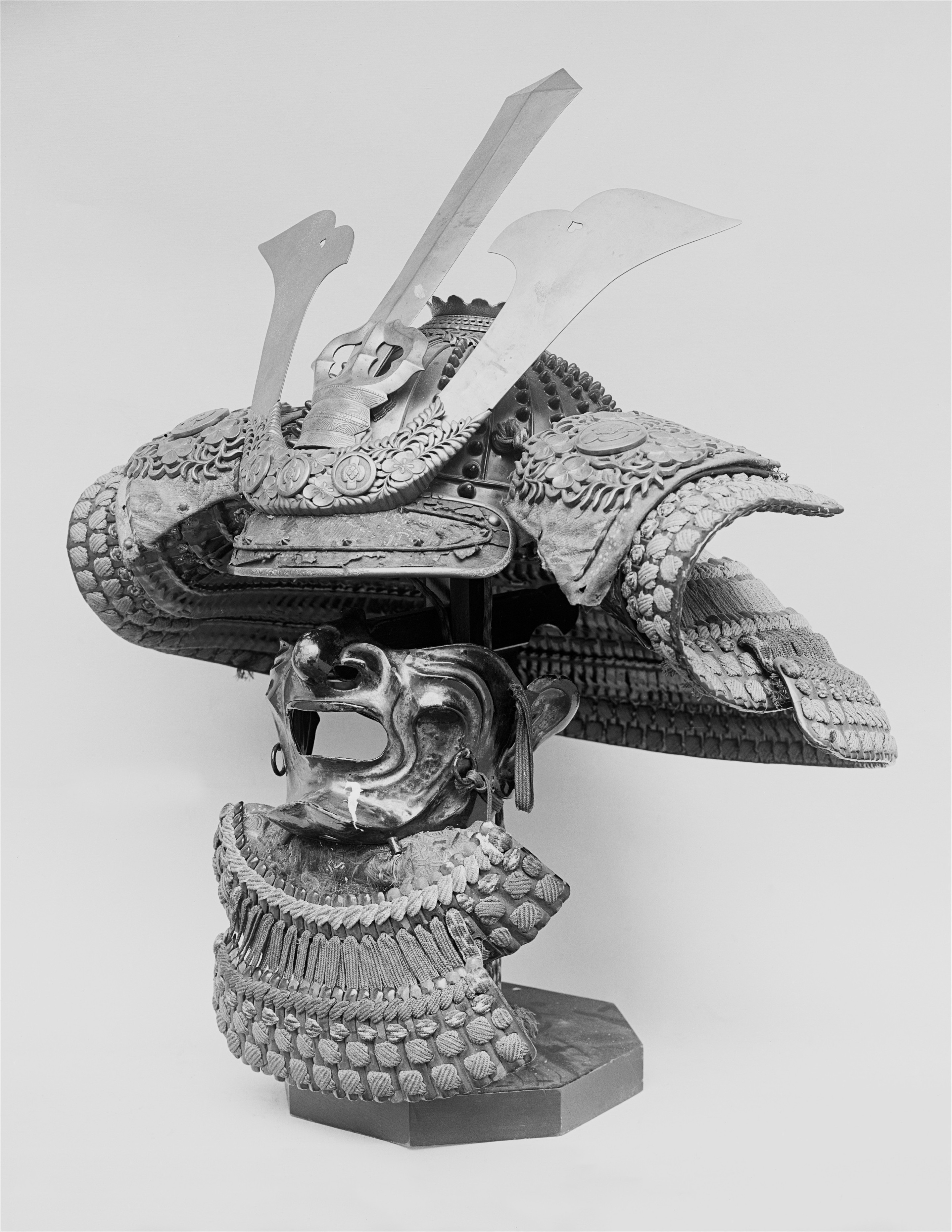
Hoshi kabuto e máscara (menpō) com gorjal

Kabuto (兜, 冑) é um capacete japonês usado pelos samurais como uma peça de sua armadura.
É muito eficiente na proteção da cabeça, tem máscaras acopladas que geralmente representavam demônios ou kaijus.

## História
Capacetes japoneses datam do quinto século (muito antes do surgimento da classe samurai) foram encontrados em túmulos escavados. Chamado de "mabizashi-tsuke kabuto" (capacete com viseira), o estilo desses kabuto veio da China e da Coréia e eles tinham uma pronunciada crista central.